# Mareanivka, Ciornobai
Mareanivka (în ucraineană Мар'янівка) este un sat în comuna Hrestîteleve din raionul Ciornobai, regiunea Cerkasî, Ucraina.

## Demografie
Componența lingvistică a localității Mareanivka
     Ucraineană (94,87%)
     Alte limbi (0,85%)
Conform recensământului din 2001, majoritatea populației localității Mareanivka era vorbitoare de ucraineană (94,87%), existând în minoritate și vorbitori de armeană (3,42%).